# Windmotor Oldelamer 2
De Windmotor Oldelamer 2 is een poldermolen van het type windmotor in natuurgebied Brandemeer bij het Fries-Stellingwerfse dorp Oldelamer.
De molen heeft een windrad van 12 bladen en een diameter van 3,5 meter. Het bouwjaar van de molen is niet bekend. Hij staat ten oosten van de historische Veensluis. De windmotor is niet-maalvaardig en is niet geopend voor publiek.